# David Weisbart
David Weisbart (* 21. Januar 1915 in Los Angeles, Kalifornien; † 21. Juli 1967 ebenda) war ein US-amerikanischer Filmeditor und Filmproduzent.

## Leben
Weisbart begann seine Tätigkeit als Editor im Jahr 1942. Bis zu seinem letzten Film Endstation Sehnsucht aus dem Jahr 1951 wirkte er im Bereich Filmschnitt an 21 Produktionen mit, darunter an mehreren Filmen von Michael Curtiz. Mit dem Entstehen des Films Mara Maru aus dem Jahr 1952 wandte sich Weisbart der Filmproduktion zu. Als Produzent war er an rund 30 Produktionen beteiligt. 
1967 war er als Produzent und Drehbuchautor an der Fernsehserie Colonel Custer beteiligt. 
1949 erhielt Weisbart für seine Arbeit an Schweigende Lippen eine Nominierung für den Oscar in der Kategorie Bester Schnitt. 

## Filmografie (Auswahl)

### Als Editor
- 1943: Aufstand in Trollness (Edge of Darkness)
- 1943: Liebesleid (The Constant Nymph)
- 1945: Eine Frau mit Unternehmungsgeist (Roughly Speaking)
- 1945: Konflikt (Conflict)
- 1945: Solange ein Herz schlägt (Mildred Pierce)
- 1946: Tag und Nacht denk’ ich an Dich (Night and Day)
- 1947: Die schwarze Natter (Dark Passage)
- 1948: Schweigende Lippen (Johnny Belinda)
- 1949: Ein Mann wie Sprengstoff (The Fountainhead)
- 1949: Glück in Seenot (The Lady Takes a Sailor)
- 1950: Die Glasmenagerie (The Glass Menagerie)
- 1950: Mordsache: Liebe (Perfect Strangers)
- 1951: Endstation Sehnsucht (A Streetcar Named Desire)

### Als Produzent
- 1952: Mara Maru
- 1952: Sabotage (Carson City)
- 1953: Der brennende Pfeil (The Charge At Feather River)
- 1954: Die siebente Nacht (The Command)
- 1955: Die Hölle von Dien Bien Phu (Jump into Hell)
- 1955: … denn sie wissen nicht, was sie tun (Rebel Without a Cause)
- 1956: Feuertaufe (Between Heaven and Hell)
- 1956: Pulverdampf und heiße Lieder (Love Me Tender)
- 1957: Junges Glück im April (April Love)
- 1958: Tausend Berge (These Thousand Hills)
- 1960: Flammender Stern (Flaming Star)
- 1962: Kid Galahad – Harte Fäuste, heiße Liebe (Kid Galahad)
- 1964: Drei Mädchen in Madrid (The Pleasure Seekers)
- 1967: Das Tal der Puppen (Valley of the Dolls)